# ديماس ميزا
ديماس رافائيل ميزا دانيز (بالإسبانية: Dimas Rafael Meza Daniz)‏ المعروف باسم ديماس ميزا (مواليد 23 أبريل 1994 في سانتا آنا دي كورو، فنزويلا) هو لاعب كرة قدم فنزويلي يجيد اللعب في مركز الوسط المهاجم وبدرجة أقل الجناح الأيسر والجناح الأيمن. يلعب حاليا لصالح النجمة الذي ينافس في الدوري البحريني الممتاز منذ 2022.